# The Indianapolis Star
The Indianapolis Star è un quotidiano statunitense fondato ad Indianapolis nel 1903. Ha vinto il Premio Pulitzer per il miglior giornalismo investigativo nel 1975 e nel 1991.

## Storia
Il giornale, fondato da John McCulloch, uscì per la prima volta il 6 giugno 1903. L'anno seguente la testa fu venduta a Daniel G. Reid il quale a sua volta lo cedette a John Shaffer, già direttore dello Star, nel 1911.
Nel 1944 la Central Newspapers, società di Eugene C. Pulliam, comprò The Indianapolis Star dalla famiglia Shaffer. Quattro anni più tardi Pulliam acquisì anche l'Indianapolis News, un quotidiano della sera e pur mantenendo separate le due redazioni, fuse tutte le strutture meccaniche, la raccolta della pubblicità e la rete di distribuzione. Nel 1999 il News chiuse i battenti, lo Star rimaneva così l'unico quotidiano di Indianapolis. L'anno seguente il giornale fu acquisito dalla compagnia editoriale Gannett.
Dopo la condanna per abusi sessuali dell'osteopata della nazionale statunitense di ginnastica Larry Nassar, il pubblico ministero ha elogiato The Indianapolis Star per aver svelato per primo al pubblico la notizia.